# سعد عبد السلام النايف
سعد عبد السلام النايف هو وزير الصحة في دولة سوريا منذ 25 أغسطس 2012 حيث أدّى اليمين الدستورية أمام الرئيس السوري بشار الأسد. عُين في المنصب بعد سلفه وائل نادر الحلقي الذي تم تعيينه في منصب رئيس الوزراء في التاسع من آب/أغسطس 2012.

## العقوبات
في 16 مايو 2013؛ أكّدت وزارة الخزانة في الولايات المتحدة أن أربعة من كبار المسؤولين السوريين بما في ذلك النايف قد «دعموا حكومة بشار الأسد في قمع الناس أو تورطوا في أعمال الإرهاب».